# Paola (Malta)
Paola (oude naam Casal Paula) is een dorp en tevens gemeente in het zuiden van Malta met 8856 inwoners (november 2005). Het dorp is vernoemd naar de oprichter ervan, Antoine de Paule, maar is lokaal vooral bekend onder de naam Raħal Ġdid (Maltees voor "nieuw dorp"). Het dorp ligt op ongeveer vijf kilometer van de hoofdstad Valletta.

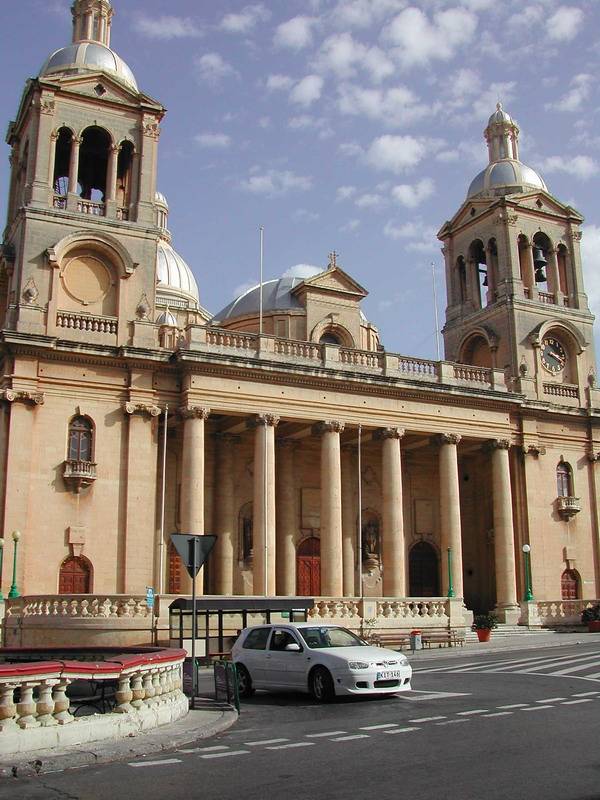
De kerk van Paola

Paola is vooral bekend vanwege de processie op Goede Vrijdag, de lokale voetbalclub Hibernians FC, het Hal Saflieni Hypogeum en de grote kerk die is gewijd aan Christus, Koning van het Heelal. In Paola staat ook een kerk die gewijd is aan Onze Lieve Vrouwe van Lourdes.
Het feest van Christus Koning wordt jaarlijks gevierd op de vierde zondag van juli; het feest van Onze Lieve Vrouwe van Lourdes op de eerste zondag na 15 augustus.
In Paola staat de enige moskee van het land, die samen met het Islamitisch Cultureel Centrum wordt geleid door Imam Mohammed El Sadi. In het dorp is de enige gevangenis van Malta. Paola wordt gezien als het economische centrum van zuidelijk Malta.